# Sen Scypiona (obraz Rafaela)
Sen Scypiona (również Sen rycerza) – obraz namalowany przez Rafaela ok. 1504 roku (według innego źródła w latach 1504–1505). Znajduje się w National Gallery w Londynie. Prawdopodobnie tworzył dyptyk wraz z Trzema Gracjami.
Obraz przedstawia pogrążonego we śnie Scypiona, któremu ukazują się Wenus i Minerwa – alegorie Cnoty i Miłości.